# رباعي كلورو ثنائي نترو الإيثان
رباعي كلورو ثنائي نترو الإيثان هو نيتروألكان مكلور ينتج عن طريق نترات رباعي كلورو إيثيلين مع  رباعي أكسيد ثنائي النيتروجين أو حِمض النيتريك. إنه عامِل دمعي قوي وعامِل رئوي أكثر سمية بستة أضعاف من الكلوروبكرين. يمكن استخدام رباعي كلورو ثنائي نترو الإيثان كمبخر.